# Alice Hamilton

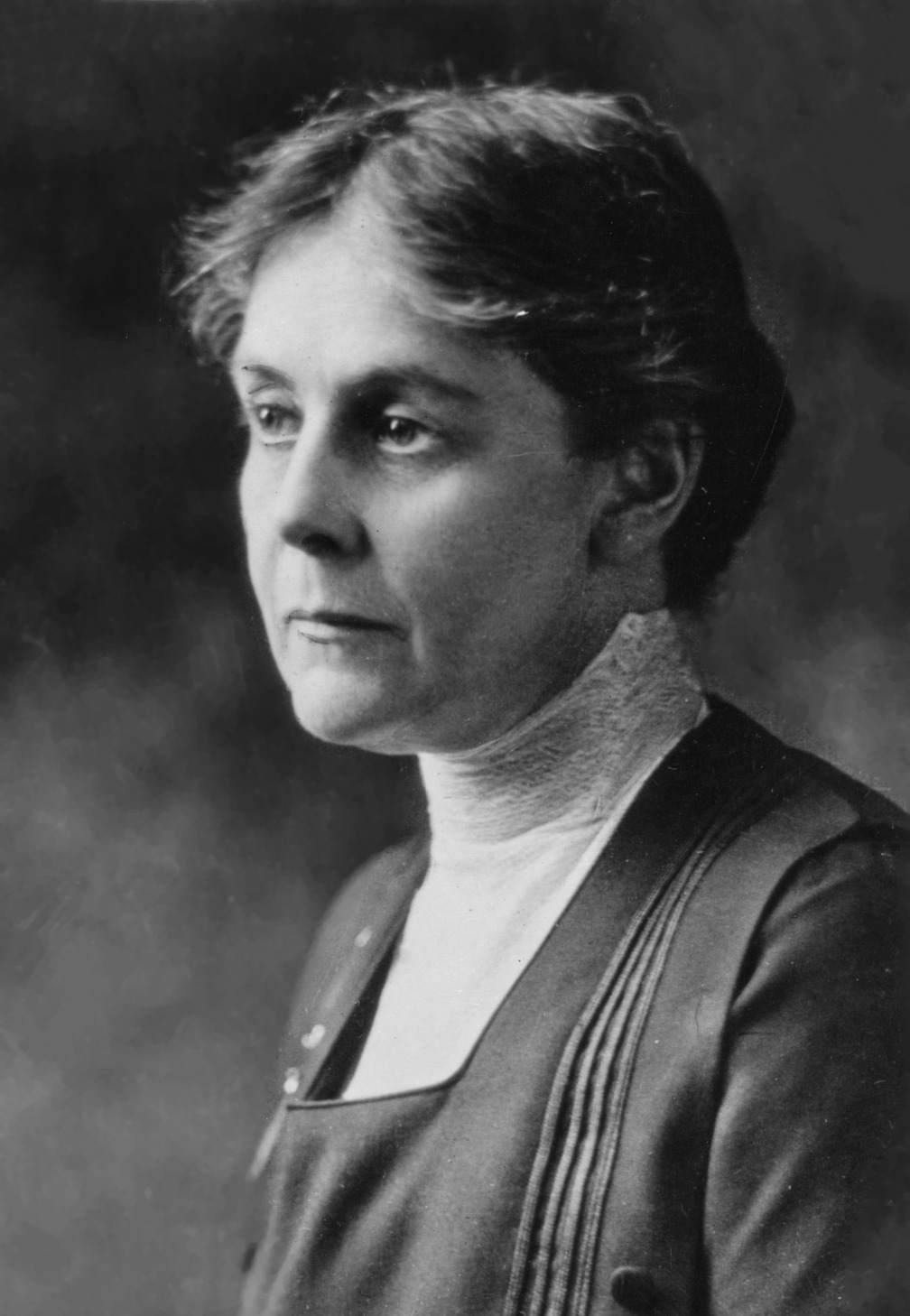
Alice Hamilton, Doktor der Medizin, um 1920

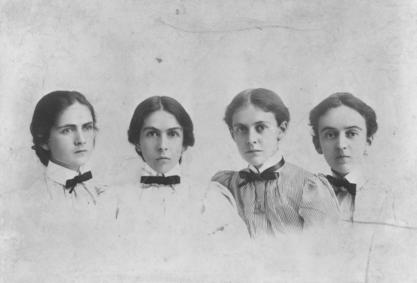
Von links nach rechts: Norah, Alice, Margaret und Edith Hamilton, um 1890

Alice Hamilton (* 27. Februar 1869 in Fort Wayne, Indiana; † 22. September 1970 in Hartford, Connecticut) war eine US-amerikanische Pathologin und Wegbereiterin für Sozialreformen sowie die erste Frau, die (als Assistant Professor) an der Harvard University lehrte.

## Leben
Alice war die zweite von vier Töchtern des wohlhabenden Montgomery Hamilton und seiner deutschen Frau Gertrude Pond. In den ersten Jahren wurde sie zu Hause unterrichtet, und im Alter von siebzehn Jahren besuchte sie die renommierte Mädchenschule Miss Porter’s School in Farmington, im US-Bundesstaat Connecticut. Nach Abschluss der Schule fing sie ihr Medizinstudium an der University of Michigan an, im Jahre 1893 erhielt Hamilton dort ihren Doktor der Medizin und machte ein Praktikum am Minneapolis Hospital for Women and Children und am New England Hospital for Women and Children. Kurz darauf reiste sie nach Europa und studierte als Gasthörerin Bakteriologie und Pathologie an den Universitäten in München und Leipzig von 1895 bis 1897. Nach ihrer Rückkehr in die Vereinigten Staaten setzte sie ihre postgradualen Studien an der Johns Hopkins University fort.
Im gleichen Jahr 1897 zog Hamilton nach Chicago, wo sie als Professorin für Pathologie an der Woman's Medical School der Northwestern University arbeitete und unterrichtete. In Chicago wurde Hamilton Mitglied und Bewohnerin im Hull House, dessen Begründerin die Sozialreformerin Laura Jane Addams (1860–1935) war. Viele Männer und Frauen aus höheren Bildungsschichten waren von Addams’ Sozialengagement begeistert und wohnten für eine gewisse Zeit im Hull House. Sie machten Bildungsangebote, leiteten Sprachkurse oder gaben praktische Anleitungen für Haushalt und Hygiene. Junge Mädchen konnten ihre theoretische Collegebildung durch Sozialkompetenz erweitern. Im Laufe der Jahre entstanden Kindergärten, Babybetreuung und schließlich auch eine Kinderklinik. Letztere entstand auf Initiative von Hamilton, die zwanzig Jahre lang in Hull House wohnte.
Im Jahr 1907 erforschte sie die Berufskrankheiten mit der vorhandenen Literatur aus dem Ausland und veröffentlichte dazu ab 1908 einige Artikel in den medizinischen Fachzeitschriften. Im Jahre 1910 wurde sie Mitglied der neu gegründeten Occupational Diseases Commission von Illinois, die erste derartige Ermittlungsbehörde in den Vereinigten Staaten. Für die nächsten zehn Jahre untersuchte sie eine Reihe von Fragen für eine Vielzahl von staatlichen und bundesstaatlichen Gesundheitsausschüssen.
Im Jahr 1919 reise Alice Hamilton, gemeinsam mit den Quäkerinnen Jane Addams und Carolina Morris Wood (1871–1936), nach Deutschland, um sich persönlich ein Bild von der Lage vor allem der deutschen Kinder zu machen. Die drei Frauen sahen sich in Deutschland mit den schlimmsten Befürchtungen konfrontiert. Die Hungersnot traf vor allem die Kinder und Heranwachsenden. „Hungererscheinungen“ wie Anämie, Rachitis und Tuberkulose zeigten sich häufig in diesen Altersgruppen. Im Jahr 1920 starteten englische und amerikanische Quäker ihre erste Hilfsmission in Deutschland.
1919 wurde Hamilton Assistant Professor an der neu gegründeten Abteilung für Industriemedizin an der Harvard Medical School, einem College der Harvard University. Die New York Tribune berichtete über die Ernennung in einem Artikel mit der Überschrift A Woman on Harvard Faculty – The Last Citadel Has Fallen – The Sex Has Come Into Its Own (frei übersetzt: Eine Frau lehrt in Harvard – Die letzte Bastion ist gefallen – Das Geschlecht kommt zu seinem Recht).
Hamilton gehörte 1924 zu den prominenten Kritikern gegen das Hinzufügen von Tetraethylblei beim Benzin. 1935 emeritierte sie in Harvard und wurde medizinische Beraterin der U.S. Division of Labor Standards.

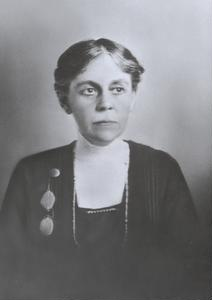
Alice Hamilton an der Harvard University, 1919
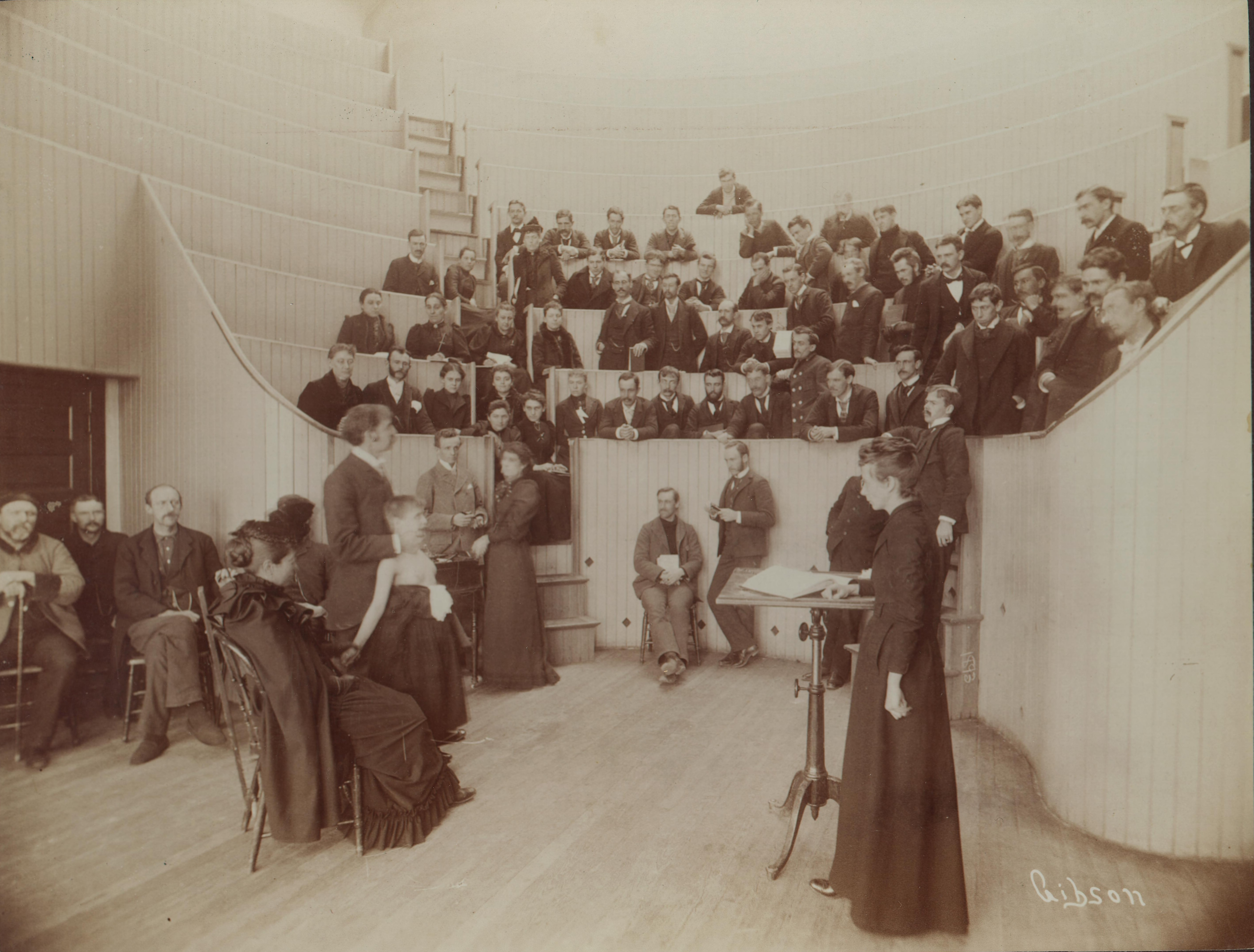
Alice Hamilton in der Anatomie-Klasse, um 1893
Briefmarke zu Ehren Hamiltons

## Auszeichnungen und Ehrungen
- 1944 Eintrag in die Liste der bedeutenden Männer der Wissenschaft des 20. Jahrhunderts
- 1947 Lasker Award
- Seit 1993 verleiht die American Public Health Association (APHA) Sektion Occupational Safety and Health (OHS) den Alice Hamilton Award[4]
- Seit 2020 trägt ein Hörsaal des Departements Gesundheit der Zürcher Hochschule für Angewandte Wissenschaften den Namen Alice Hamilton.[5]

## Werke
- Exploring the Dangerous Trades: The Autobiography of Alice Hamilton. M.D. Northeastern University Press, 1985, ISBN 0-930350-81-2.